# Tetragoneura chazeaui
Tetragoneura chazeaui är en tvåvingeart som beskrevs av Loïc Matile 1993. Tetragoneura chazeaui ingår i släktet Tetragoneura och familjen svampmyggor.
Artens utbredningsområde är Nya Kaledonien. Inga underarter finns listade i Catalogue of Life.